# Mniszków (gmina)
Pour les articles homonymes, voir Mniszków.
Mniszków est une gmina (commune) rurale (gmina wiejska) du powiat d'Opoczno, dans la Voïvodie de Łódź, dans le centre de la Pologne.
Son siège administratif (chef-lieu) est le village de Mniszków, qui se situe environ 18 kilomètres (km) à l'ouest d'Opoczno (siège du powiat) et 61 kilomètres au sud-est de la capitale régionale Łódź (capitale de la voïvodie).
La gmina couvre une superficie de 123,83 km2 pour une population de 4 788 habitants en 2006.

## Géographie
La gmina inclut les villages et localités de :
- Błogie Rządowe
- Błogie Szlacheckie
- Bukowiec nad Pilicą
- Duży Potok
- Góry Trzebiatowskie
- Grabowa
- Jawor
- Jawor-Kolonia
- Julianów
- Konstantynów
- Małe Końskie
- Marianka
- Mniszków
- Nowe Błogie
- Olimpiów
- Owczary
- Prucheńsko Duże
- Prucheńsko Małe
- Radonia
- Stoczki
- Stok
- Strzelce
- Świeciechów
- Syski
- Zajączków
- Zarzęcin

### Gminy voisines
La gmina de Mniszków est voisine des gminy suivantes :
- Aleksandrów
- Paradyż
- Sławno
- Sulejów
- Tomaszów Mazowiecki
- Wolbórz

## Administration
De 1975 à 1998, le village était attaché administrativement à l'ancienne voïvodie de Piotrków.

Depuis 1999, il fait partie de la nouvelle voïvodie de Łódź.

## Structure du terrain
D'après les données de 2007, la superficie de la commune de Mniszków est de 123,83 kilomètres carrés, répartis comme telle :
- terres agricoles : 59 %
- forêts : 33 %

La commune représente 11,94 % de la superficie du powiat.

## Démographie
Données du 30 juin 2015 :
| Description        | Total  | Total | Femmes | Femmes | Hommes | Hommes |
| ------------------ | ------ | ----- | ------ | ------ | ------ | ------ |
| Unité              | Nombre | %     | Nombre | %      | Nombre | %      |
| Population         | 4 703  | 100   | 2 296  | 49,4   | 2 407  | 50,6   |
| Densité (hab./km²) | 38     | 38    | 19     | 19     | 19     | 19     |